# Velika nagrada Švice 1951
Velika nagrada Švice 1951 je bila prva dirka Svetovnega prvenstva Formule 1 v sezoni 1951. Odvijala se je 27. maja 1951.

## Rezultati

### Kvalifikacije
| Poz | Št | Dirkač                | Konstruktor        | Čas    | Zaostanek |
| --- | -- | --------------------- | ------------------ | ------ | --------- |
| 1   | 24 | Juan Manuel Fangio    | Alfa Romeo         | 2:35,9 | –         |
| 2   | 22 | Nino Farina           | Alfa Romeo         | 2:37,8 | + 1,9     |
| 3   | 18 | Luigi Villoresi       | Ferrari            | 2:39,3 | + 3,4     |
| 4   | 28 | Consalvo Sanesi       | Alfa Romeo         | 2:40,3 | + 4,4     |
| 5   | 26 | Toulo de Graffenried  | Alfa Romeo         | 2:41,8 | + 5,9     |
| 6   | 44 | Piero Taruffi         | Ferrari            | 2:45,2 | + 9,3     |
| 7   | 20 | Alberto Ascari        | Ferrari            | 2:46,0 | + 10,1    |
| 8   | 8  | Louis Rosier          | Talbot-Lago-Talbot | 2:52,7 | + 16,8    |
| 9   | 16 | Peter Whitehead       | Ferrari            | 2:52,9 | + 17,0    |
| 10  | 38 | Rudi Fischer          | Ferrari            | 2:54,1 | + 18,2    |
| 11  | 10 | Henri Louveau         | Talbot-Lago-Talbot | 2:56,2 | + 20,3    |
| 12  | 4  | Philippe Étancelin    | Talbot-Lago-Talbot | 2:57,3 | + 21,4    |
| 13  | 42 | José Froilán González | Talbot-Lago-Talbot | 2:57,3 | + 21,4    |
| 14  | 14 | Stirling Moss         | HWM-Alta           | 2:58,4 | + 22,5    |
| 15  | 6  | Yves Giraud-Cabantous | Talbot-Lago-Talbot | 3:00,3 | + 24,4    |
| 16  | 52 | Peter Hirt            | Veritas            | 3:01,6 | + 25,7    |
| 17  | 32 | Harry Schell          | Maserati           | 3:02,4 | + 26,5    |
| 18  | 2  | Johnny Claes          | Talbot-Lago-Talbot | 3:02,5 | + 26,6    |
| 19  | 30 | Louis Chiron          | Maserati           | 3:03,8 | + 27,9    |
| 20  | 12 | George Abecassis      | HWM-Alta           | 3:05,1 | + 29,2    |
| 21  | 40 | Guy Mairesse          | Talbot-Lago-Talbot | 3:12,0 | + 36,1    |
| DNA | 34 | Princ Bira            | Maserati           | –      | –         |
| DNA | 36 | Toni Branca           | Maserati           | –      | –         |
| DNA | 46 | Maurice Trintignant   | Simca-Gordini      | –      | –         |
| DNA | 48 | Robert Manzon         | Simca-Gordini      | –      | –         |
| DNA | 50 | André Simon           | Simca-Gordini      | –      | –         |

### Dirka
| Poz | Št | Dirkač                | Konstruktor        | Krogi | Čas/Odstop      | Št. m. | Toč |
| --- | -- | --------------------- | ------------------ | ----- | --------------- | ------ | --- |
| 1   | 24 | Juan Manuel Fangio    | Alfa Romeo         | 42    | 2:07:53,64      | 1      | 9   |
| 2   | 44 | Piero Taruffi         | Ferrari            | 42    | + 55,24 s       | 6      | 6   |
| 3   | 22 | Nino Farina           | Alfa Romeo         | 42    | + 1:19,31       | 2      | 4   |
| 4   | 28 | Consalvo Sanesi       | Alfa Romeo         | 41    | +1 krog         | 4      | 3   |
| 5   | 26 | Toulo de Graffenried  | Alfa Romeo         | 40    | +2 kroga        | 5      | 2   |
| 6   | 20 | Alberto Ascari        | Ferrari            | 40    | +2 kroga        | 7      |     |
| 7   | 30 | Louis Chiron          | Maserati           | 40    | +2 kroga        | 19     |     |
| 8   | 14 | Stirling Moss         | HWM-Alta           | 40    | +2 kroga        | 14     |     |
| 9   | 8  | Louis Rosier          | Talbot-Lago-Talbot | 39    | +3 krogi        | 8      |     |
| 10  | 4  | Philippe Étancelin    | Talbot-Lago-Talbot | 39    | +3 krogi        | 12     |     |
| 11  | 38 | Rudi Fischer          | Ferrari            | 39    | +3 krogi        | 10     |     |
| 12  | 32 | Harry Schell          | Maserati           | 38    | +4 krogi        | 17     |     |
| 13  | 2  | Johnny Claes          | Talbot-Lago-Talbot | 35    | +7 krogov       | 18     |     |
| 14  | 40 | Guy Mairesse          | Talbot-Lago-Talbot | 31    | + 11 krogs      | 21     |     |
| Ods | 16 | Peter Whitehead       | Ferrari            | 36    | Trčenje         | 9      |     |
| Ods | 10 | Henri Louveau         | Talbot-Lago-Talbot | 30    | Trčenje         | 11     |     |
| Ods | 12 | George Abecassis      | HWM-Alta           | 23    | Motor           | 20     |     |
| Ods | 6  | Yves Giraud Cabantous | Talbot-Lago-Talbot | 14    | Vžig            | 15     |     |
| Ods | 18 | Luigi Villoresi       | Ferrari            | 12    | Trčenje         | 3      |     |
| Ods | 42 | José Froilán González | Talbot-Lago-Talbot | 10    | Črpalka za olje | 13     |     |
| Ods | 52 | Peter Hirt            | Veritas            | 0     | Dovod goriva    | 16     |     |